# Отто Болеславович
Отто Болеславович (близько 1000—1033) — польський князь з дому П'ястів.
Третій син Болеслава I Хороброго.

## Походження
Отто був наймолодшою дитиною своїх батьків (князя Болеслава Хороброго та його третьої дружини Емнільди), названим на честь імператора Оттона III, який ймовірно, був його хрещеним батьком. Отто двічі згадується німецьким літописцем Тетмаром з Мерзебурга. Вперше — опосередковано, оскільки: мати народила двох синів, одного Мешка, а іншого, якого батько назвав на честь улюбленого правителя. Тетмар згадує Отто вдруге, цього разу по імені, коли він поїхав до невстановленого міста Чіцані (3 лютого 1018 р. у Нижній Лужиці в Польщі) за нареченою свого батька — Одою Мейсенською, котра у лютому 1018 року стала четверта дружина Болеслава Хроброго. Значення повідомлень німецького літописця не може бути сумнівів щодо імені Отто на честь імператора Оттона III.
В історичній літературі тривалий час зберігалася думка, що Отто — друге ім'я Безприма, первістка сина Болеслава Хороброго. Цю думку вже спростував Анатоль Левицький, а згодом підтвердив Освальд Бальцер, однак пізніше історики також підтримували цю непідтверджену думку.
Отто, швидше за все, народився на початку 1000-х рр. Імператор Оттон III, ймовірно, був хрещеним батьком. Церемонія хрещення відбулася під час Гнєзненського конгресу. Таку думку висловили історики Анатоль Левицький та Освальд Бальцер. Якби Отто народився раніше, він мабуть, також частіше фігурував в історичних джерелах за життя свого батька, і тому не був би ототожнений з Безпримом. Той факт, що його послали за Одою в 1018 р., суперечить його пізнішій даті народження. Батько рідше доручає цю функцію синові, якому буде 15 чи 16 років.
Під час війн з Імперією (1002—1018), через свій молодий вік, Отто не виконував жодних військових функцій.

## Політична боротьба
Отто, безсумнівно, був у тіні свого брата Мешка II, що спонукало його співпрацювати з Безпримом. Ймовірно, він зіграв незначну роль у подіях після смерті батька. Після смерті батька Болеслава I в 1025 році Отто очікував отримати частину спадщини: за слов'янським звичаєм, батько мав поділити володіння на всіх синів. Однак Польща до цього часу стала королівством, і тому не могла бути поділена. В результаті Отто, як і його єдинокровний брат Безприм, нічого не отримав. Єдиним спадкоємцем і правонаступником Болеслава I став Мешко II, старший брат Отто.
Незабаром після того, як Мешко II став правителем королівства Польського, він вигнав, або змусив своїх братів втікати з країни. Згідно з однією з гіпотез, Отто переїхав до Німеччини, ймовірно, до Мейсена (ймовірно, до своєї сестри, маркграфки Мейсен Регелінда), а Безприм — до Києва. За іншим даними, вони обоє вирушили, ймовірно, у 1029 році до Рутенії, де повідомили Ярослава Мудрого про військову слабкість польської держави і спонукали його напасти на Белз у 1030 році, а потім породили союз з імператором.
У 1031 році в результаті спільної атаки київської дружини і німецьких військ Мешко II втратив польський трон і був змушений втекти до Богемії, а його брати повернулись до Польщі.
Королем Польщі став Безприм, що викликало невдоволення Отто і він перейшов до табору прихильників Мешка II. У першому півріччі 1032 року Безприм був убитий, імовірно, в результаті змови, організованої Отто і Мешко II. Через те, що останній був ув'язнений у Чехії, тому основна роль в цьому істориками відводиться Отто..
Після смерті Безприма, коли величезна польська держава залишилася без правителя, імператор Конрад II здійснив збройну експедицію до Польщі. Звільнений із полону, Мешко II, бажаючи залишитися при владі після правління свого зведеного брата, мусив покластися на імператора і привів імператора назустріч усім претендентам на престол. 7 липня 1032 року імператор Конрад II в Мерзебурзі розділив Польщу між Мешко II, Отто і їх двоюрідним братом Дітріхом. Невідомо, якими землями заволоділи окремі представники родини П'ястів. Ймовірно, Отто опанував Сілезією.

## Смерть
Отто помер у 1033 році або від природних причин, або був убитий своїми васалами. Місце його поховання невідоме. Однак інформація, надана німецьким літописцем Віпоном, що він був убитий у 1032 році власними ввасалами, повинна стосуватися його зведеного брата Безприма. Ймовірно, він помер неодруженим. Жодної інформації про його можливих спадкоємців не збереглося. Його округу захопив Мешко II.